# 真琴つばさ
真琴 つばさ（まこと つばさ、1964年11月25日 - ）は、日本の歌手、女優。元宝塚歌劇団月組トップスター。
東京都出身。マナセプロダクション系列のエフ・スピリット所属。宝塚歌劇団時代の愛称はマミ（本名から）。

## 略歴
中学・高校と実践女子学園ですごす。中学時代はバレーボールの選手だった。
1983年、第71期生として宝塚音楽学校に入学。実践女子大学に内部進学し、入学式にも出席したが翌日が宝塚合格発表だったため、大学を1日で中退し宝塚音楽学校に入学した。
1985年、宝塚歌劇団に入団。花組『愛あれば命は永遠に』で初舞台。
同年、花組に配属。当時の花組には同期の愛華をはじめ、1期下の香寿たつき・紫吹淳、2期下の匠ひびき・姿月あさとなど有力なスター候補がひしめき、後に本人自ら「暗黒時代だった」と語ったほどである。しかし1991年最後の『ヴェネチアの紋章』新人公演では、この公演で退団した大浦みずきの口添えにより、初めて主役に抜擢された。
1993年、『ル・グラン・モーヌ』で宝塚バウホール公演初主演を果たした後、月組に組替え。男役スターとしての地位を確立した。『風と共に去りぬ』のスカーレット、『ミー・アンド・マイガール』のジャッキーなど、1年あまりにわたって女役が続いた。
1997年、前任者・久世星佳の退団に伴い、『EL DORADO』で月組トップスターに就任。他組出身者のトップスターは1973年就任の大滝子以来24年ぶりだった。この時代は真琴を含め5組中4組のトップスターが同期生という時代だった（花組・愛華、月組・真琴、雪組・轟、星組・稔）。当初の相手役は風花舞。
1999年、風花の退団により、新たな相手役として檀れいを迎える。中国公演や『LUNA-月の伝言-』でのアドリブなどをこなし、『THE 夜もヒッパレ』など多数のテレビ番組に出演。2001年、『愛のソナタ/ESP!』大劇場公演（※日程の都合上東京公演が先で大劇場が後）にて退団。
在団中に、TAKARAZUKA1000days劇場、東京宝塚劇場と、二つの劇場のこけら落とし公演を務めた。
現在は歌手・女優として活躍する傍ら、バラエティ番組を中心にテレビ番組出演も続けている。

## 宝塚歌劇団時代の主な舞台出演

### 花組時代
1985年
- 『愛あれば命は永遠に』（宝塚大劇場）3月 ＊初舞台

1986年
- 『微風のマドリガル/メモアール・ド・パリ』 新人公演：サルドーニ（本役：真矢みき）
- 『不思議なカーニバル』 新人公演：ヴィリエ（本役：伊織なつ耶）
- 『真紅なる海に祈りを/ヒーローズ』 新人公演：将校3（本役：真矢みき）

1987年
- 『遙かなる旅路の果てに/ショー・アップ・ショー』 新人公演：アーストロフ少尉（本役：安寿ミラ）
- 『あの日薔薇一輪/ザ・レビュースコープ』 新人公演：ジェイムズ（本役：真矢みき）

1988年
- 『キス・ミー・ケイト』 新人公演：トニー/グレミオー（本役：安寿ミラ）
- 『宝塚をどり讃歌'88/春ふたたび/フォーエバー!タカラヅカ』 新人公演：歌うピアノの男（本役：朝香じゅん）

1989年
- 『会議は踊る/ザ・ゲーム』 新人公演：ミハイル大尉（本役：安寿ミラ）
- 『ロマノフの宝石/ジタン・デ・ジタン』オスカーの影／新人公演：アンジェロ（本役：瀬川佳英）

1990年
- 『ベルサイユのばら』ジャン／新人公演：アンドレ（本役：朝香じゅん）
- 『秋…冬への前奏曲/ザ・ショーケース』クラウス／新人公演：ルボル（本役：真矢みき）

1991年
- 『春の風を君に…/ザ・フラッシュ!』毛鼠／新人公演：ロバートソン（本役：安寿ミラ）
- 『ヴェネチアの紋章/ジャンクション24』セバスチャーノ／新人公演：アルヴィーゼ（本役：大浦みずき）＊新人公演初主演

1992年
- 『白扇花集/スパルタカス』パオロ （宝塚大劇場)2/14〜3/24 （東京宝塚劇場）6/4〜6/28
- 『小さな花がひらいた/ジャンクション24』伝次 （全国ツアー）4/14〜5/5
- 『心の旅路/ファンシー・タッチ』ジョージ （宝塚大劇場）8/20〜10/6 （東京宝塚劇場）12/1〜12/25

1993年
- 『メランコリック・ジゴロ/ラ・ノーバ!』バロット （宝塚大劇場）2/19〜3/29 （東京宝塚劇場）6/3〜6/28
- 『ル・グラン・モーヌ』オーギュスタン・モーヌ （宝塚バウホール）4/26〜5/11 ＊バウ初主演

### 月組時代
1993年
- 『花扇抄/ミリオン・ドリームズ 』武将、ダークドール他 （宝塚大劇場）9/17〜10/25
- 『夢の10セント銀貨』カスター （宝塚バウホール）11/12〜11/23

1994年
- 『風と共に去りぬ』スカーレット （宝塚大劇場）1/1〜2/7 （東京宝塚劇場）4/4〜4/27
- 『夢の10セント銀貨』カスター （日本青年館）2/25〜3/3 （愛知厚生年金会館）3/5〜3/9
- ロンドン公演『花扇抄/扉のこちら/ミリオン・ドリームズ』若侍、レッド・ベレーS他 （ロンドン・コロシアム劇場）7/11〜7/23
- 『風と共に去りぬ』アシュレ （全国ツアー）9/18〜10/10
- 『エールの残照/TAKARAZUKA・オーレ!』ラッセル准将（ロンドン公演出演に伴い、東京宝塚劇場公演から）11/2〜11/27
- 『ローン・ウルフ』ジェイソン （宝塚バウホール）12/24〜'95/1/8  ＊主演

1995年
- 『Beautiful Tomorrow』 （宝塚バウホール）3/12〜3/25
- 『エールの残照/TAKARAZUKA・オーレ!』ラッセル准将 （全国ツアー）4/15〜5/5
- 『ハードボイルド・エッグ/EXOTICA!』シドニー （東京宝塚劇場）6/3〜6/28
- 『ミー・アンド・マイガール』ジャッキー （宝塚大劇場）8/11〜9/25 （東京宝塚劇場）12/1〜12/26
- 『ローン・ウルフ』ジェイソン （日本青年館）10/14〜10/23 （愛知厚生年金会館）10/27〜10/28

1996年
- 『訪問者』清二郎/レオナール （宝塚バウホール）1/21〜2/5 （日本青年館）2/9〜2/13  ＊主演
- 『CAN-CAN/マンハッタン不夜城』ヴィクトール （宝塚大劇場）3/29〜5/6 （東京宝塚劇場）7/4〜7/30
- 『チェーザレ・ボルジア/プレスティージュ』マキャヴェリ （宝塚大劇場）9/20〜11/4
- 『バロンの末裔/グランド・ベル・フォリー』リチャード （宝塚大劇場）12/20〜'97/2/2

1997年
- 『バロンの末裔/グランド・ベル・フォリー』リチャード （東京宝塚劇場）4/4〜4/30

### 月組トップ時代
1997年
- 『EL DORADO』イグナシオ・デ・ルシア （宝塚大劇場）6/27〜8/4（東京宝塚劇場）11/2〜11/27 ＊トップ就任披露公演
- 『チェーザレ・ボルジア/プレスティージュ』チェーザレ・ボルジア  （全国ツアー）9/13〜10/7
- 『Ａｌａｓ』Ａｌａｓ （シアタードラマシティ）12/20〜12/28

1998年
- 『WEST SIDE STORY』トニー（宝塚）2/13〜3/23（東京）5/30〜7/6＊TAKARAZUKA1000days劇場こけら落とし公演
- 『黒い瞳/ル・ボレロ・ルージュ』ニコライ （宝塚大劇場）9/18〜10/26

1999年
- 『黒い瞳/ル・ボレロ・ルージュ』ニコライ （TAKARAZUKA1000days劇場）1/2〜2/7
- 『うたかたの恋/ミリオン・ドリームズ』ルドルフ  （全国ツアー）3/18〜4/4
- 『螺旋のオルフェ /ノバ・ボサ・ノバ―盗まれたカルナバル―』イブ・ブランシェ/ソール
   （宝塚大劇場）5/14〜6/21 （TAKARAZUKA1000days劇場）8/20〜9/27
- 『第二回松本悠里リサイタル』 （宝塚バウホール）10/8〜10/10
- 中国公演『夢幻花絵巻/ブラボー!タカラヅカ』  （北京・世紀劇院）10/28〜10/31 （上海・上海大劇院）11/6〜11/9
- 『うたかたの恋/ブラボー!タカラヅカ』ルドルフ （全国ツアー）11/27〜12/19

2000年
- 『LUNA-月の伝言-/BLUE・MOON・BLUE -月明かりの赤い花-』ALEX・月読（二役）/レイナ
    （宝塚大劇場）2/19〜4/3 （TAKARAZUKA1000days劇場）5/12〜6/26 （博多座）8/1〜8/21
- 『ゼンダ城の虜/ジャズマニア』ルドルフ・ラッセンディル （宝塚大劇場）9/29〜11/6

2001年
- 『いますみれ花咲く/愛のソナタ』オクタヴィアン （東京宝塚劇場）1/1〜2/12  ＊東京宝塚劇場こけら落とし公演
- 『Practical Joke―ワルフザケってことにしといてくれよ―』ドイル （ドラマシティ）3/10〜20（赤坂ACTシアター）3/25〜31
- 『愛のソナタ/ESP!!』オクタヴィアン （宝塚大劇場）5/18〜7/2  ＊退団公演

### ディナーショー
- 1991年 『E．T．によろしく』橘沙恵、紫吹淳と （六甲山ホテル）12/16〜19
- 1992年 『スパークリング・トワイライト』愛華みれと （六甲山ホテル）7/15〜7/18
- 1993年 『真夏のセレナーデ』姿月あさとと  （六甲山ホテル）7/20〜22
- 1994年 『Dreaming of Night』 （エスプリホール）8/18〜19
- 1996年 『DANGEROUS ZONE』 （宝塚ホテル）5/30〜5/31 （パレスホテル東京）6/10〜6/11
- 1997年 『加夢音』 （ホテル阪急インターナショナル）2/26〜2/27 （パレスホテル東京）3/4〜3/5
- 1998年 『MIX』 （パレスホテル東京）7/30〜7/31 （大阪）8/3〜8/7 （ホテル名古屋キャッスル）8/7
- 1999年 『Who? What．Why!』 （大阪)7/14〜7/15 （呉阪急ホテル）7/21 （パレスホテル東京）7/24〜7/25
- 2001年 『TSUBASA伝説』  （ホテル阪急インターナショナル）4/11〜4/12 （パレスホテル東京）4/15〜4/16

## 宝塚歌劇団退団後の主な活動

### ライブ・ディナーショー
- 2002年 - A - 『LIVE A-Alive-』（THE LIVE 2002）（東京）
- 2002年 - B - 『LIVE B-Break!-』（THE LIVE 2002）（東京・大阪）
- 2002年 - C - 『LIVE C-Contrast-』（THE LIVE 2002）（東京）
- 2002年 - D - 『X'mas・Dinner Show』（ディナーショー）（東京・大阪）
- 2003年 - E - 『everyone』（1stアルバム）
- 2003年 - F - 『FAKE!』（THE LIVE 2003）（東京・長野・富山・大阪・名古屋・福岡）
- 2003年 - G - 『Gang Way』（ディナーショー）（東京・大阪・名古屋・札幌）
- 2004年 - H - 『Heal...』（2ndアルバム）
- 2004年 - I - 『I.』（THE LIVE 2004）（神奈川・大阪・東京）
- 2004年 - J - 『Jeanne d'Arc in 2004』（ディナーショー）（東京・大阪）
- 2005年 - K - 『KISEKI』（THE LIVE 2005） （大阪・東京）
- 2005年 - L - 『Luminous』（3rdアルバム）
- 2005年 - M - 『Make-M-』（ディナーショー）（東京・大阪）
- 2006年 - N - 『La Notte』（THE LIVE 2006）（東京・大阪）
- 2006年 - O - 『On and On!』（ディナーショー）（東京・大阪）
- 2007年 - P - 『Princess Panther』（ディナーショー）（東京・大阪）
- 2008年 - Q - 『Quisiera Tener Alas』（クリスマスディナーショー）（東京・大阪）
- 2009年 『Pre'25ans』（クリスマスディナーショー）真琴つばさ＆稔幸（東京・大阪）
- 2010年 - R - 『Revue〜響想曲〜』（25周年アルバム）
- 2010年 - S - 『Symphony〜翼望〜』（25周年アルバム）
- 2010年 - T - 『TSUBASA〜To be to be more to be〜』（25周年ライブ）（赤坂BLITZ）
- 2010年 - U - 『Unforgettable Songs』（クリスマスディナーショー）（東京・名古屋）
- 2011年 - V - 『VOICE×VOICE×VOICE』（マウントレーニアホール 渋谷プレジャープレジャー）
- 2012年 - W - 『Witty Witch』（ライブ）（ マウントレーニアホール 渋谷プレジャープレジャー）
- 2014年 『“To Mo Ni...”』（ディナーショー）真琴つばさ＆愛華みれ＆稔幸（東京・大阪）
- 2014年〜2015年 - X - 『X-TALK』（トークライブ）（東京・大阪・名古屋・広島）

### 舞台
- 2003年 - 『BLOOD BROTHERS（英語版）』ナレーター （東京）
- 2004年 - 『Magical Musical「DREAM BOY」』[2] マコト （東京）
- 2005年12月〜2006年2月 - 『わが歌ブギウギ－笠置シズ子物語－』笠置シズ子 （大阪・名古屋・東京）
- 2007年8月 - 『しとやかな獣』三谷幸枝 （東京）
- 2007年9月 〜 2011年9月『DREAM BOYS』（東京・帝国劇場）[3][4]
- 2008年8〜9月 - 『幕末純情伝』坂本龍馬（東京・新橋演舞場、名古屋、福岡、金沢）
- 2009年1月 - 『スーザンを探して』スーザン（Ｗキャスト）（東京・シアタークリエ）
- 2009年5月 - 『雨の夏、三十人のジュリエットが還ってきた』弥生理恵（東京・シアターコクーン）
- 2011年2〜3月 - 『愛と青春の宝塚』嶺野白雪（リュータン）（東京・青山劇場、大阪・梅田芸術劇場、名古屋・愛知県芸術劇場）
- 2011年7月 - 『ニッポン無責任新世代』（東京・シアタークリエ）
- 2014年4月 - 『アダムス・ファミリー』（東京・青山劇場）
- 2015年2〜3月 - 『BLOOD BROTHERS』ナレーター （東京・新橋演舞場、大阪・大阪松竹座)
- 2016年1月28日 - 2月1日『The Sparkling Voice -10人の貴公子たち-』（東京・シアタークリエ）
- 2017年5〜6月 - 『あさひなぐ』（東京・EXシアター六本木、大阪・森ノ宮ピロティホール、名古屋・愛知県芸術劇場）
- 2022年3月 - 『行先不明』檜山聡美（名古屋・御園座、東京・サンシャイン劇場）[5][6]
- 2022年8～9月 - 『8人の女たち』（東京・サンシャイン劇場、大阪・梅田芸術劇場）[7]
- 2024年10月、『神が僕を創る時』神（東京・こくみん共済 coop ホール/スペース・ゼロ）[8]
- 2025年4～5月 - 『未来へのOne Step！～世界を結ぶ愛の歌声～』（関西万博EXPOホール「シャインハット」・東京国際フォーラム・梅田芸術劇場）[9]

### シングル、アルバム、プロモーションビデオ
シングル、プロモーションビデオ
- 2001年1月（宝塚時代） - 『EDEN〜黄昏はなにも言ってくれない 』
- 2002年1月 - 『WISH...』
- 2002年7月 - 『綺羅－KIRA』
- 2003年2月 - 『奇跡の翼』
- 2004年1月 - 『Winter dust〜夢と切なさの間で〜』
- 2005年11月 - 『wild flower』
- 2006年10月 - 『ふたり… / はじまりの季節』(真琴つばさ＆曾我泰久)

アルバム
- 2003年3月 - 『everyone』
- 2004年4月 - 『Heal...』
- 2005年10月 - 『Luminous』
- 2010年2月 - 『Revue〜響想曲〜』
- 2010年5月 - 『Symphony〜翼望〜』
- 2012年2月 - 『VOICE×VOICE×VOICE』（ライブCD）
- 2012年12月 - 『a Witty Witch』（ライブCD）
- 2016年11月 - 『眠れない夜にあなたのそばにいたい』[10]

### 主なステージ
- 2003年 - 『奇跡の翼リリース記念トークショー』（宝塚・福岡・高松・京都・東京・横浜・富山）
- 2003年 - 『コーセーアンニュアージュトーク 150回記念特別編』
- 2004年 - 『TCAスペシャル OGバージョン 「ゴールデン・メモリーズ」』
- 2005年 - 『Broadway Gala Concert 2005』
- 2005年 - 『元気プロジェクト第3弾「ココロとカラダに効くSHOW〜ビタミン"M&B"」』
- 2005年 - 『朗読劇「涙の温度」』
- 2005年 - 『20th Anniversary Concert 真琴つばさ Symphonic Concert in SUNTORY HALL』
- 2007年 - 『小林一三没後50年追悼スペシャル「清く正しく美しく」－この教え護り続けて－』
- 2007年 - 『Dear Friend番外編』（ゲスト出演）
- 2007年4月 - 『朝日チャリティーコンサート「石井好子とシャンソンの夕べ」』
- 2007年5月 - 『ザ・ミュージカル・ショー「SHOW店街組曲」』
- 2007年9月 - 『タカラヅカ・スカイ・ステージ 5th Anniversary Special』
- 2007年10月 - 『トーク&ライブ「So Lotte」』

### テレビ
- ウタワラ（2006年9月17日 - 12月3日、日本テレビ）
- くりぃむクイズ ミラクル9（テレビ朝日、不定期出演）
- プレバト!!（毎日放送、不定期出演）
- ワルイコあつまれ「慎吾ママの部屋」（2024年7月9日、NHK総合） - ヴィクトリア女王 役

ほか多数

### テレビドラマ
- 七人の敵がいる!〜ママたちのPTA奮闘記〜（2012年4月 - 6月、東海テレビ） - 主演・山田陽子 役
- 土曜ワイド劇場 アナザーフェイス〜刑事総務課・大友鉄〜2（2013年4月20日、朝日放送） - 高畑敦美 役
- 警視庁捜査一課9係 season9 第5話（2014年8月6日、テレビ朝日） - 翼舞衣 役
- 連続ドラマW イアリー 見えない顔（2018年8月4日 - 9月8日、WOWOW） - 土田律子 役

### 声の出演
- ゲーム「怪盗スライ・クーパー」シリーズ - カルマリータ・モントーヤ・フォックス 役
- アートドラマ 美女と巨匠「マルチェロ・マストロヤンニ」（2018年8月7日、NHKラジオ第1）[11]

### 映画
- 恋するナポリタン 〜世界で一番おいしい愛され方〜（2010年9月） - 槇原仁子役
- サイドライン（2015年10月31日） - 貴章の母 役[12]

## 書籍
- 宝塚・すみれ三重奏（1994年）- 愛華みれ、稔幸との共著
- 翼にのってどこまでも…（1997年）

### 写真集
- TM ZONE（1995年）
- Mature（2001年）

## 新聞・雑誌連載
- 2001年 - 『東京新聞』コラム
- 2002年 - 2007年6月 - TAKARAZUKA SKY STAGEスーパーバイザーコラム
- 2004年2月 - 6月 - 『デイリースポーツ』コラム